# Grande distribution dans le Nord-Pas-de-Calais
Vous lisez un « bon article » labellisé en 2011.

Euralille est l'un des premiers centres commerciaux de centre-ville de la région.

Le Nord-Pas-de-Calais est un des berceaux de la grande distribution moderne française avec l'implantation des enseignes du groupe Auchan à partir des années 1960, et l'ouverture à Englos du centre commercial d'Englos-les-Géants en 1969, premier du genre avec le concept d'hypermarché couplé avec une galerie commerciale.
Avec ses quatre millions d'habitants, la région Nord-Pas-de-Calais compte, en 2008, 2 883 points de vente de plus de 300 m2. La région présente la plus importante concentration de grandes et moyennes surfaces en France. Auchan emploie 12 500 salariés dans la région et en est le premier employeur privé. Carrefour, bien que premier employeur privé de France, ne représente qu'un peu plus de 5 250 salariés mais reste dans les dix plus grands employeurs de la région.
En 2012, parmi les cent hypermarchés de France faisant le plus grand chiffre d'affaires, treize sont de la région Nord-Pas-de-Calais. La totalité appartient à Auchan. Parmi ceux-là, deux sont en troisième et quatrième places nationales et le dernier arrive en 83e position.

## Histoire

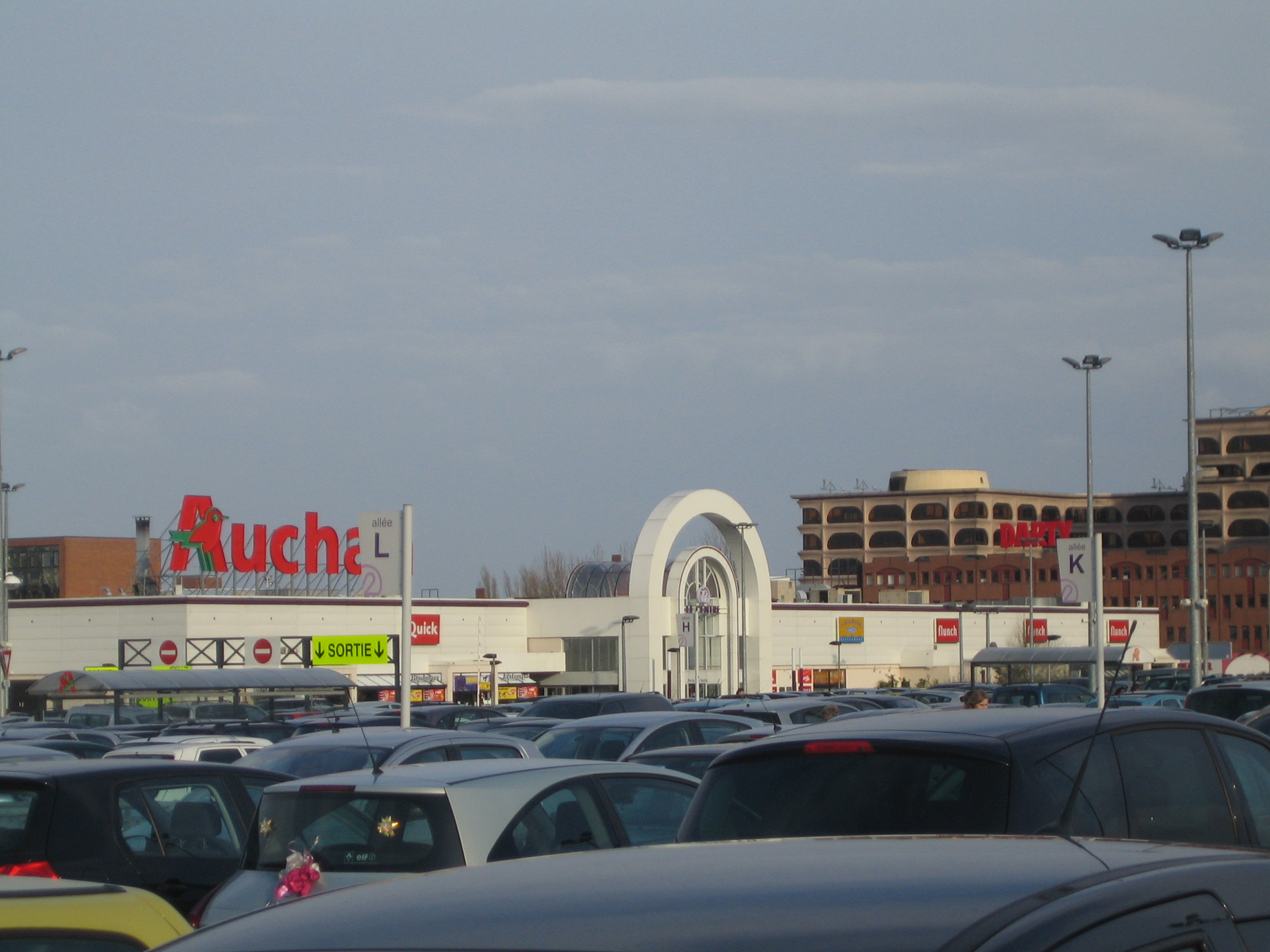
Le centre commercial V2, comprenant un hypermarché Auchan, est ouvert en 1977.

La région Nord-Pas-de-Calais est un des berceaux de la grande distribution moderne,,,,,. En 1908, Georges et René Delhaize créent à Lille, Docks du Nord, et bâtissent en 1960, dans le Nord le premier supermarché du groupe. L'année suivante, Gérard Mulliez monte son entreprise Auchan à Roubaix dans une usine textile désaffectée Phildar de l'entreprise familiale, quartier des Hauts Champs. Ensuite, la région voit bâtir en 1967 un hypermarché Auchan à Roncq qui s'impose comme le plus grand d'Europe, l'année suivante. Auchan ouvre, le 27 mars 1969, le premier centre commercial à Englos avec un concept hypermarché et galerie marchande. Auchan ouvre par la suite exclusivement dans cette région avec des implantations à Leers, à Valenciennes, à Hénin-Liétard et à Boulogne-sur-Mer. Cora s'installe à Wattignies en 1971, un an après l'implantation d'Auchan à Flers. Le centre commercial Roubaix 2000 ouvre près du centre-ville de Roubaix en 1972. Il accueillera notamment un supermarché Auchan de 1976 à 1985,.
À la fin des années soixante-dix, et plus encore dans les années quatre-vingt, les supermarchés et hypermarchés se multiplient dans la région. Après s'être implanté hors de la région d'origine, Auchan s'installe en 1977 dans la ville nouvelle Villeneuve-d'Ascq. Dans la métropole lilloise, Continent s'implante pour la première fois en 1981 à Wasquehal, Cora en 1983 à Flers puis Euromarché en 1984 à Lomme. ALDI s'installe à Croix en 1988, c'est le premier hard-discounter de France.
À Lille, alors que la moitié des habitants faisait leurs commissions hors de la ville, le centre commercial Euralille ouvre ses portes le 21 septembre 1994 avec 66 500 m2. Il est l'un des premiers centres commerciaux de centre-ville, après le centre commercial Roubaix 2000 ouvert en 1972 et fermé en 1994. L'enseigne Carrefour, encore peu représentée contrairement à Auchan qui a déjà cinq hypermarchés uniquement dans la métropole lilloise est la seule ouverture de l'enseigne cette année-là en France. La même année, Auchan ouvre un centre commercial à Faches-Thumesnil, ce qui poussa Continent-Wasquehal à tenter de moderniser et d'agrandir son site avant de le retirer lorsque le projet d'Espace Grand-Rue par les groupes Altarea et Casino a été lancé dans le centre-ville de Roubaix. Le 21 mars 1995, Cité Europe à Coquelles ouvre dans le cadre de la construction du site du terminal français d'Eurotunnel. En 1999, pour éviter la fuite des habitants vers Coquelles ou les centres commerciaux de la métropole lilloise, la ville de Dunkerque, place son centre commercial également dans le centre-ville. Le Géant Casino ouvre à Roubaix le 1er octobre 2002. À Valenciennes, le Centre Place d'Armes est inauguré le 19 avril 2006 au cœur de la ville, quelques mois avant le tramway.
Dans une optique nationale, alors qu'Auchan agrandit de plus en plus ses centres commerciaux comme à Noyelles-Godault en 2004, à Englos en 2006, à Louvroil en 2008, ou à Arras en 2011, de son côté, son concurrent Carrefour commence à partir de 2017 à réduire les surfaces de ses hypermarchés d'Euralille et de Coquelles pour faire face à la baisse de leurs rendements et au profit des galeries marchandes. Carrefour-Lomme a de son côté agrandi sa galerie de 3 300 m2 en 2009 après la fermeture en 2007 de Saturn. Carrefour souhaite également rénover les hypermarchés de Flers et agrandir celui d'Aulnoy-lez-Valenciennes et le groupe conserve toujours les études d'implantation à Calais et Nœux-les-Mines. De son côté Auchan ouvre à Tourcoing un Auchan City dans l'Espace Saint-Christophe, le 6 avril 2011, dont ce sera le premier concept en France. En 2004, à Marcq-en-Barœul, Chronodrive démarre. Il s'agit du premier drive de la grande distribution. En 2019, l'hypermarché Géant Casino ferme à l'Espace Grand-Rue à Roubaix, il est remplacé par un hypermarché sous l'enseigne E.Leclerc.

## Caractéristique financière

### Pouvoir d'achat
Malgré un revenu disponible par habitant le plus bas de France,, les biens de grande consommation s'élèvent à 4,73 milliards d'euros en 2007, soit 1 170 euros par habitant, ce qui représente le dixième rang de France. Le prix du panier est près de 4 % moins cher que dans les autres régions. Selon une enquête menée, en 2008, par Libre Service Actualités, le chariot type moyen en France est de 99 euros, tandis que celui à Lille est à 98 euros. Le journal quotidien local La Voix du Nord fait mensuellement la moyenne des prix relevés dans plusieurs hypermarchés ou supermarchés et note pour avril 2011 un panier de consommation de 104,37 euros, avec un panier identique, soit une baisse de 3,94 euro par rapport à mars 2008, avec 108,31 euros.

### Chiffre d'affaires
Le magazine mensuel Linéaires classe les cent plus gros chiffres d'affaires de la grande distribution en France. En 2011, parmi les cent hypermarchés de France rapportant le plus de chiffre d'affaires en France, treize sont de la région Nord-Pas-de-Calais, tous appartiennent à Auchan.
Le premier hypermarché de la région, depuis 2009, est l'hypermarché Auchan d'Englos-les-Géants à Englos avec un chiffre d'affaires de 264,5 millions d'euros et est troisième de France à 27,7 millions d'euros du premier, Auchan de Vélizy-Villacoublay, compris dans Vélizy 2. Juste derrière en quatrième place national et seconde place régional l'hypermarché Auchan de Roncq se place avec 262,3 millions d'euros. Suivent ensuite à la septième à la neuvième place les hypermarchés Auchan de Noyelles-Godault (Noyelles) avec 223,5 millions d'euros et de Leers avec 216,7 millions d'euros. À la treizième, la quatorzième, la dix-neuvième et la vingt-deuxième place, Auchan insère, respectivement, ces hypermarchés de Petite-Forêt avec 208,3 millions d'euros, de Grande-Synthe avec 193,9 millions d'euros, de Villeneuve-d'Ascq (V2) avec 185,2 millions d'euros et de Louvroil avec 182,1 millions d'euros. Suivent, en 32e et 33e position, les hypermarchés Auchan à Faches-Thumesnil avec 170,4 millions d'euros et à Boulogne-sur-Mer avec 167,4 millions d'euros. Respectivement aux 42e et 55e places nationales, se placent Saint-Omer (157,5 millions d'euros) et Béthune (148,9 millions d'euros). En 83e position se situe l'hypermarché Auchan de Calais avec 129,4 millions d'euros. Depuis 2011, le Carrefour de Wasquehal ne fait plus partie du classement.
En 2009, dans les vingt hypermarchés les plus productifs entre le chiffre d'affaires et la surface de vente, se situe les Auchan de Roncq (5e), Grande-Synthe (8e), Englos (10e). Par ailleurs, Auchan réalise 19,8 % de son chiffre d'affaires, soit 2,9 milliards d'euros, uniquement dans sa région d'origine en plaçant six hypermarchés au-dessus de 200 millions d'euros de chiffre d'affaires.
| Place nationale (en 2012) | Ville                  | Enseigne Centre commercial | Chiffre d'affaires (en millions d'euros) | Chiffre d'affaires (en millions d'euros) | Chiffre d'affaires (en millions d'euros) | Chiffre d'affaires (en millions d'euros) | Chiffre d'affaires (en millions d'euros) | Chiffre d'affaires (en millions d'euros) |
| Place nationale (en 2012) | Ville                  | Enseigne Centre commercial | En 2008                                  | En 2009                                  | En 2010                                  | En 2011                                  | En 2012                                  | En 2015                                  |
| ------------------------- | ---------------------- | -------------------------- | ---------------------------------------- | ---------------------------------------- | ---------------------------------------- | ---------------------------------------- | ---------------------------------------- | ---------------------------------------- |
| 3e                        | Englos (59)            | Auchan (Englos-les-Géants) | 305,6                                    | 294,9                                    | 304,7                                    | 269,9                                    | 264,5                                    | 240,4                                    |
| 4e                        | Roncq (59)             | Auchan                     | 306,6                                    | 293,4                                    | 300,9                                    | 265,5                                    | 262,3                                    | 236,9                                    |
| 9e                        | Leers (59)             | Auchan                     | 235,8                                    | 229,6                                    | 238,2                                    | 212,3                                    | 216,7                                    | 203,0                                    |
| 10e                       | Noyelles-Godault (62)  | Auchan (Noyelles)          | 259,4                                    | 243,4                                    | 247,2                                    | 220,6                                    | 223,5                                    | 202,1                                    |
| 14e                       | Grande-Synthe (59)     | Auchan                     | 233,3                                    | 223,3                                    | 229,9                                    | 193,3                                    | 193,9                                    | 183,7                                    |
| 15e                       | Petite-Forêt (59)      | Auchan                     | 244,8                                    | 233,1                                    | 241,1                                    | 217,0                                    | 208,3                                    | 182,7                                    |
| 28e                       | Villeneuve-d'Ascq (59) | Auchan (V2)                | 195,8                                    | 194,8                                    | 195,0                                    | 187,1                                    | 185,2                                    | 165,7                                    |
| 29e                       | Louvroil (59)          | Auchan                     | 196,7                                    | 192,7                                    | 195,1                                    | 181,2                                    | 182,1                                    | 165,6                                    |
| 37e                       | Faches-Thumesnil (59)  | Auchan                     | 181,3                                    | 172,6                                    | 173,9                                    | 170,3                                    | 170,4                                    | 160,0                                    |
| 42e                       | Boulogne-sur-Mer (62)  | Auchan (CC Côte d'Opale)   | 197,8                                    | 186,6                                    | 188,5                                    | 167,6                                    | 167,4                                    | 154,0                                    |
| 42e en 2013               | Saint-Omer (62)        | Auchan                     | 164,6                                    | 158,8                                    | 166,5                                    | 152,5                                    | 157,5                                    | -                                        |
| 55e en 2013               | Béthune (62)           | Auchan                     | 166,7                                    | 164,6                                    | 172,0                                    | 148,0                                    | 148,9                                    | -                                        |
| 83e en 2013               | Calais (62)            | Auchan                     | —                                        | —                                        | —                                        | 126,8                                    | 129,4                                    | -                                        |
| NC                        | Wasquehal (59)         | Carrefour                  | 162,4                                    | 153,8                                    | 152,1                                    | —                                        | —                                        | -                                        |

## Répartition
En 2005, le Nord-Pas-de-Calais est la première région française dans la grande distribution et la vente à distance.
En 2007, le Nord-Pas-de-Calais compte 355 supermarchés et 82 hypermarchés, soit respectivement une part de 6,5 % et 5,3 % du nombre total en France. La même année, 1 044 804 m2 d'hyper et de super étaient recensés, soit 6,6 % de la surface commerciale française,. L'année suivante, une autre enquête compte, 2 883 points de vente de plus de 300 mètres carrés. Avec 3,99 millions de mètres carrés, pour chaque habitant, il y a presque un mètre carré de surface commerciale. En 2009, la région comporte la concentration de grandes et moyennes surfaces la plus élevée, compte 2 689 points de vente de plus de 300 m2, ce qui représente 8 % de la totalité des commerces, soit 3 703 673 m2 de surface de vente. Du Boulonnais à l'Avesnois en passant par l'Arrageois, la zone est une désertification commerciale.
Alors que le groupe Carrefour compte 379 points de vente et totalise 482 000 m2 dans la région, Immochan et l'association familiale Mulliez, comprenant entre autres Auchan compte 162 points de vente dans la région, mais totalise près de 600 000 m2. Derrière trois autres groupes, d'abord Les Mousquetaires avec 149 points de vente alimentaire et 213 000 m2, suivi de près par Kingfisher avec 44 points de vente et une surface totale de 210 000 m2, soit une moyenne de 4 800 m2. En cinquième position se situe le groupe Louis Delhaize (Cora, Match…) avec 60 points de vente et 150 000 m2.
La région comporte entre 430 et 455 points de vente hard-discount, soit 8 % des commerces alimentaires. Même si elle représente 2,35 % du territoire français, elle supporte 10,3 % des hard-discounters, en 2008. Il s'agit de la deuxième région d'implantation de ce genre de magasin de grande distribution. Trois distributeurs se partagent 95 % des implantations, il s'agit d'ALDI, de Lidl et d'Ed, avec respectivement 152 magasins, et 140 magasins pour les deux derniers.

### CCI Grand Lille
En 2008, à Lille Métropole Communauté urbaine, comme dans la région, le groupe Carrefour compte plus de points de vente que son concurrent Immochan et l'association familiale Mulliez et toujours comme dans la région, le premier a moins de surface de vente que le second. Ils ont respectivement 64 et 58 points de vente et respectivement 91 000 m2 et 180 000 m2. Au total, Lille Métropole compte, en 2006, plus de 700 établissements commerciaux de plus de 300 m2 pour un total d'environ 1 100 000 m2 de surface de vente. La métropole lilloise est le premier pôle européen, voire mondial de la distribution.
Roubaix 2000 est le premier centre commercial de centre-ville, ouvert à Roubaix en 1972 et fermé en 1994. Euralille est le second centre commercial de centre-ville. Le suivant est l'Espace Grand-Rue dans le centre-ville de Roubaix. Il contient 23 000 m2 de surface commerciale dont 8 300 m2 pour un hypermarché Géant Casino. Ce Géant Casino est remplacé par un hypermarché sous l'enseigne E.Leclerc en 2019. Programmé initialement au quatrième trimestre 2010, un centre commercial ouvrira à Tourcoing avec comme maître de bord un hypermarché Auchan. Baptisé l'Espace Saint-Christophe, l'hypermarché Auchan City de 13 000 m2 est inauguré le 6 avril 2011 et est accompagné de 35 magasins. Les centres commerciaux de centre-ville ont une galerie marchande très développée et sont plutôt centrés sur l'équipement de la personne.

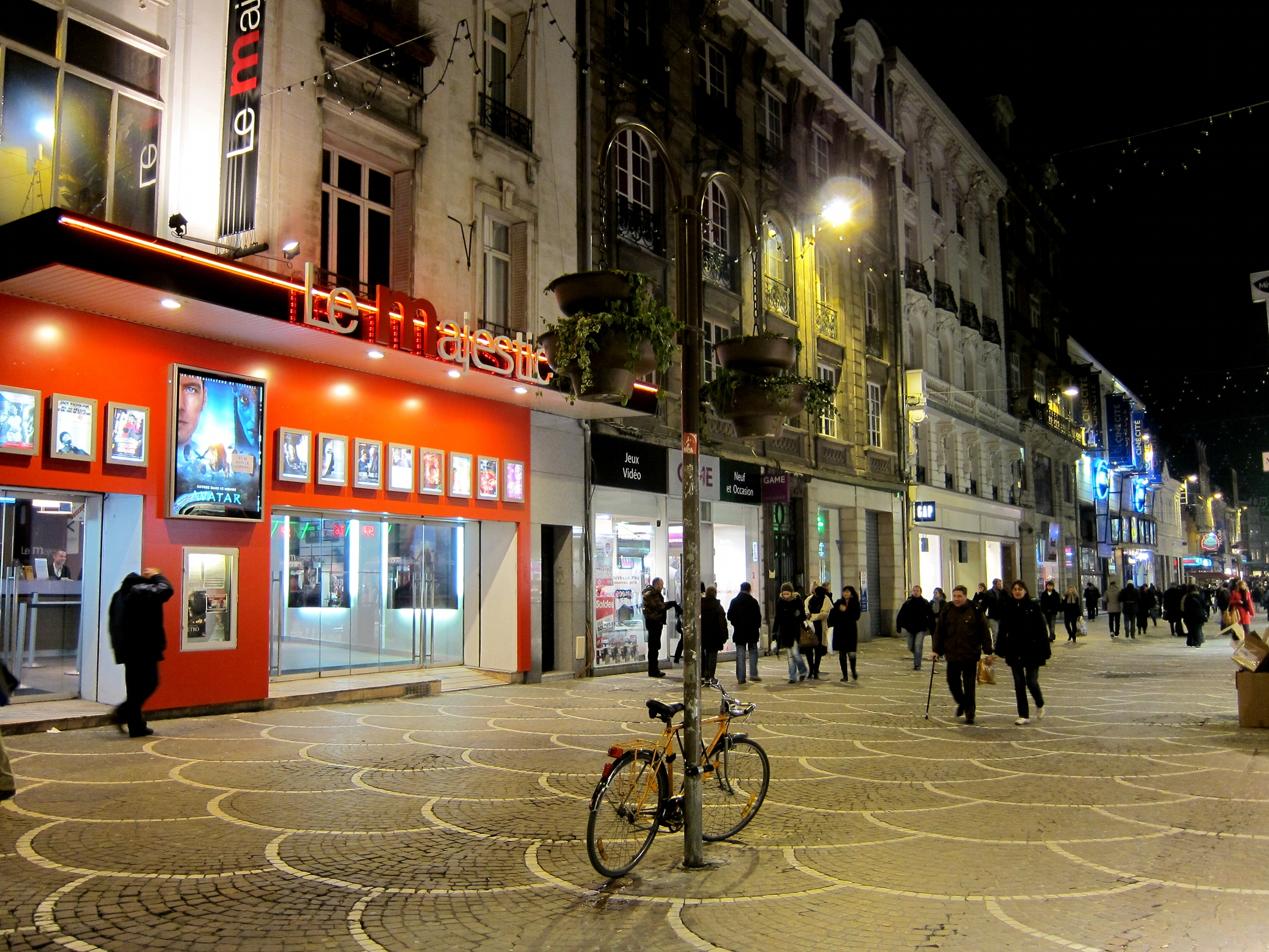
Rue de Béthune à Lille : le Majestic est au premier plan, l'UGC est quelques mètres plus loin.

À Lille Métropole Communauté urbaine, il y a onze hypermarchés construits dans un centre commercial. Ils sont implantés à Englos (Englos-les-Géants), à Faches-Thumesnil, à Flers-lez-Lille, à Leers, à Lille (Euralille), à Lomme, à Roncq, à Roubaix (Espace Grand-Rue), à Villeneuve-d'Ascq (V2), à Wasquehal et à Wattignies,. Parmi ces onze hypermarchés, cinq hissent l'enseigne Auchan, deux celle de Carrefour, deux celle de Cora. Mis à part Flers, tous les autres centres commerciaux dépassent les 20 000 m2. Le dernier implanté, le douzième centre commercial de Lille Métropole, un E.Leclerc, ouvre ses portes à Seclin au début de septembre 2009,. Programmé depuis cinq ans, il a été accepté par le Conseil d'État en 2007. Les centres commerciaux de périphérie comportent plutôt des magasins satellites qui sont principalement centrées sur l'équipement de la maison et le bricolage et jardinage.
Depuis fin de décembre 2010, des groupes de la grande distribution, Carrefour, Intermarché et Monoprix Auchan se sont implantés à Lille. Dia Market devrait suivre le pas. Pour l'implantation à Lille-Sud, Auchan, E.Leclerc et Carrefour étaient en concurrence pour la place. Ce sera finalement E.Leclerc qui implantera le Lillenium vers 2014.
Jusqu'au 6 novembre 2009, le centre commercial de Lomme était le seul à comporter un complexe cinématographique dans la métropole lilloise, avec la présence d'un Kinepolis. À cette date, au Heron Parc à côté du centre commercial V2 à Villeneuve-d'Ascq a ouvert un UGC,. Ces complexes cinématographiques sont rejoints le 6 avril 2011 par Les Écrans à l'Espace Saint-Christophe à Tourcoing. Hors des centres commerciaux, la rue commerçante, dite rue de Béthune à Lille, concentre deux complexes cinématographies : un UGC et un Majestic.
D'abord installé, en 2004, à Marcq-en-Barœul, Chronodrive est le pionnier des drives. Depuis plusieurs se sont installés dans Lille Métropole Communauté urbaine : Geldrive également à Marcq-en-Barœul, Carrefour Drive à Lomme, Auchan Drive à Englos et Chronodrive à Hallennes-lez-Haubourdin.
Dans les autres polarités commerciales d’envergure, il existe également le « 31 » également rue de Béthune à Lille avec les Galeries Lafayette et le « Passage des Tanneurs » dans le centre de Lille comprenant un Monoprix mais également les deux centres de magasins d’usines à Roubaix, : « L'Usine », ouvert en 1984 et « Mc Arthur Glen », ouvert en 1999.
Dans la communauté d'agglomération du Douaisis, pour contrer la zone commercial à Noyelles-Godault, à Flers-en-Escrebieux, un centre commercial de 7 462 m2 avec un Carrefour, 38 boutiques et deux espaces de restauration est implanté en 1983. L'année précédente, un E.Leclerc est implanté au nord de Douai intra-muros, et en 1972, le centre commercial Les Épis à Sin-le-Noble, composé d'un Auchan est implanté. Il s'agit d'une des polarités en périphérie de Douai À côté de Saint-Omer et de Saint-Pol-sur-Ternoise, quatre centres commerciaux sont implantés. Il y a à Aire-sur-la-Lys, un centre commercial comprenant un Carrefour, à Longuenesse, un portant un Auchan, à Saint-Pol-sur-Ternoise, un Intermarché et à Lumbres un E.Leclerc.

### CCI Artois
Dans la communauté d'agglomération d'Hénin-Carvin, le centre commercial Noyelles à Noyelles-Godault a une zone de chalandise qui dépasse la communauté d'agglomération,. Il s'étend jusque dans les communautés d'agglomérations du Douaisis et de Lens-Liévin, les communautés urbaines d'Arras et de Lille Métropole, même si ces zones ont déjà des hypermarchés et des centres commerciaux,. À part ce centre commercial, deux autres centres commerciaux sont à proximité de Lens. Un comprenant un Carrefour de 10 314 m2 à Liévin et un autre, Lens 2, comprenant un Cora de 13 917 m2,. On compte 1 393 m2 pour mille habitants de densité globale en grande surface commerciale pour la communauté d'agglomération d'Hénin-Carvin et 786 m2 pour mille habitants pour la Communaupole de Lens-Liévin. Même si la communauté d'agglomération de l'Artois recense 41 supermarchés, en 2001, deux centres commerciaux sont en bataille. Il s'agit de La Rotonde à Béthune comprenant un Auchan et de La Porte Nord à Bruay-la-Buissière comprenant un Cora.
E.Leclerc possède quatre hypermarchés dans la communauté urbaine d'Arras et Auchan y a déplacé le sien d'une centaine de mètres. L'ancien, après être passé Nova, Super Nova, puis Mammouth, date de 1969 et est devenu obsolète. Le nouveau a été construit à partir du 12 novembre 2009 et a ouvert le 31 mars 2011,. Sa nouvelle zone de chalandise est l'ouest et le sud du Pas-de-Calais. À Baralle, à côté de Marquion, le seul Hyper U de la région y est implanté.

### CCI Nord de France

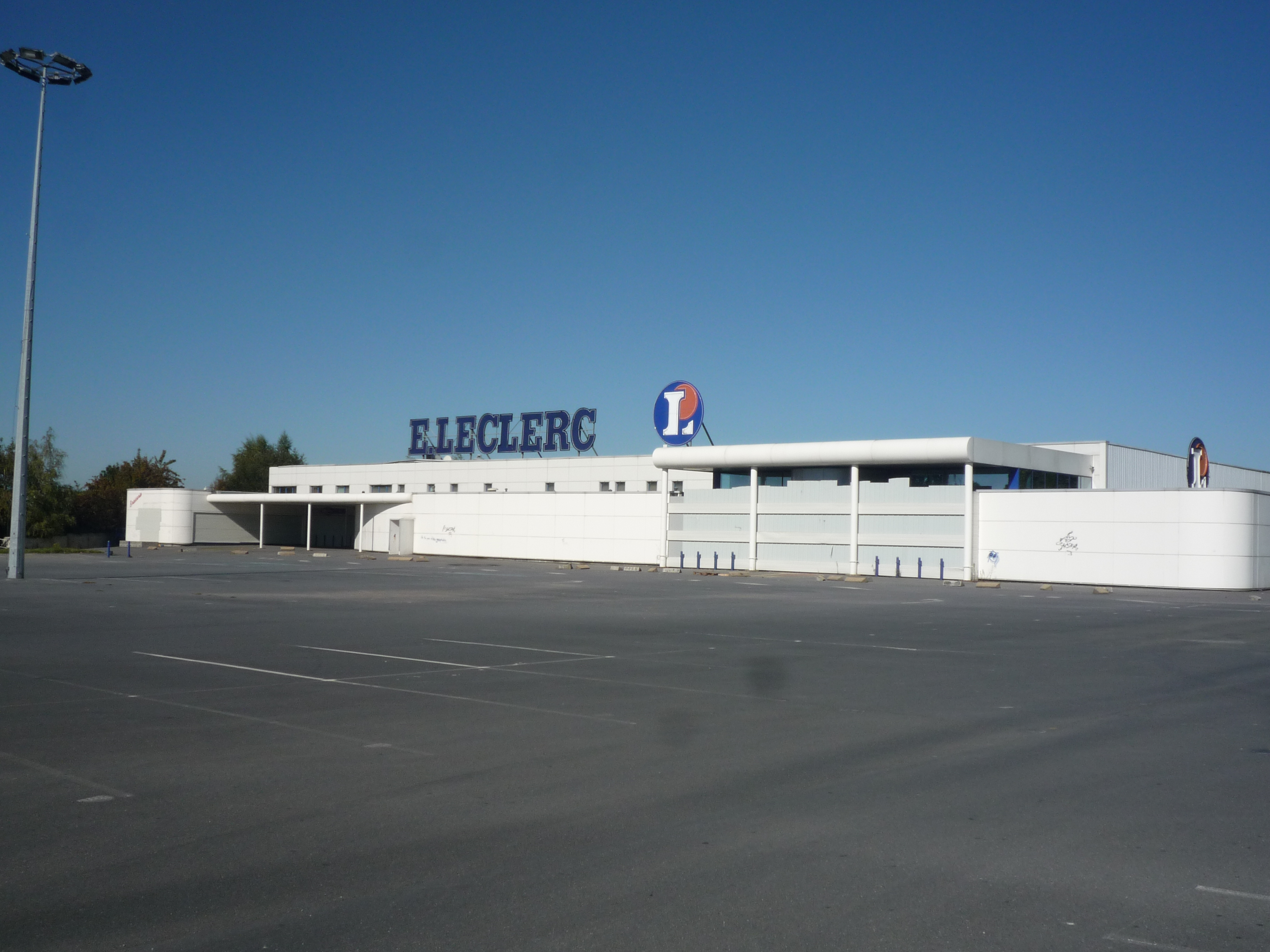
Ancien E.Leclerc de Caudry.

Pour redynamiser le centre-ville de Valenciennes qui perdait ses enseignes à cause de la proximité avec Mons en Belgique ou la métropole lilloise, un projet de requalification du centre-ville fut mis en place. Surnommé « Cœur de ville », le 19 avril 2006, le Centre Place d'Armes ouvrit. Un second « Cœur de ville » porté par ING ouvrira en 2013 à l'emplacement du Match. Un Auchan est installé au sud de Valenciennes, à proximité de l'autoroute A2. En périphérie de Valenciennes, Auchan s'est installé à Petite-Forêt, un Carrefour à Aulnoy-lez-Valenciennes, de l'autre côté de l'A2, à Denain et à Vieux-Condé.
À Maubeuge, un Carrefour y est implanté au nord de la ville, tandis qu'à côté de Maubeuge, à Louvroil, Auchan s'est aussi installé. Les deux enseignes sont desservies par la RN2. Dans l'Avesnois, au sud du département du Nord, un Carrefour est implanté à Fourmies.
Un Auchan et un Cora sont implantés à Cambrai, et un E.Leclerc à Caudry. L'Avesnois est une zone de désertification commerciale.

### CCI Côte d'Opale
Dans la ville de Dunkerque, le centre commercial est dans le centre-ville. Il est composé du pôle Marine et du centre Marine comprenant en tête un E.Leclerc accompagné d'un cinéma de 14 salles, de cinq restaurants, de huit grandes surfaces spécialisées et de onze boutiques. Ouverts respectivement le 23 novembre 1999 et le 2 mars 2001, les deux pôles commerciaux renforcent l'activité économique du centre-ville. En 2014, le Pôle Théâtre devrait ouvrir à Dunkerque, sur un espace entre 20 000 et 25 000 m2. À Coudekerque-Branche, en périphérie de Dunkerque, est inauguré à proximité de l'autoroute A16. Depuis fin 2010, rattachée à Dunkerque, la ville de Saint-Pol-sur-Mer comporte un Carrefour.
Dans le Calaisis, Carrefour inaugure la Cité Europe à Coquelles, en 1995. Ce centre commercial comporte une galerie de 170 boutiques, d'un pôle restauration et d'un multiplexe Gaumont. Auparavant, Continent était déjà installé depuis 1973, ainsi qu'Auchan, anciennement Mammouth. Malgré le fait qu'Auchan et Carrefour soient reliés avec l'autoroute A16, contrairement à Continent, Auchan s'affirme cependant comme le leader incontesté du secteur.
Dans le Boulonnais, plusieurs centres commerciaux sont implantés. Le principal est le centre commercial de la Côte d'Opale et son hypermarché Auchan basés à Saint-Martin-Boulogne. Plus au sud, à Berck, un Carrefour y est ouvert.

## Impact

### Emploi
Entre 1967 et 1992, 39 000 employés de plus sont passés dans le secteur du commerce, soit une hausse de 38 %. Dans une étude publiée fin 1996, l'Agence régionale de développement (ARD) souligne le poids économique déterminant détenu par la grande distribution et la vente par correspondance. Grâce à ses 65 000 salariés en 1995 sur 1,3 million d'actifs, le premier pôle économique régional est le secteur de la grande distribution devant le travail des métaux, l'agroalimentaire, le tourisme, l'automobile ou encore l'industrie textile.
Dans la région Nord-Pas-de-Calais avec 12 500 salariés, Auchan y est le premier employeur privé. Malgré le fait que Carrefour soit le premier employeur privé de France, il représente 5 259 salariés, ce qui le place cependant dans les dix plus grands employeurs de la région, et se place septième. Les Mousquetaires y emploient 6 000 collaborateurs. De plus Auchan est responsable de 50 000 emplois directs ou indirects et travaille avec 1 500 prestataires de service. En 2009, en tout dans la région, 48 000 salariés travaillent dans des commerces de plus de 300 m2, soit 31 % du secteur du commerce et 4,6 % des travailleurs de la région.

### Fin des épiceries de quartier?
Les commerces de proximité ont été affaiblis par la grande distribution. Tandis qu'en 1988, soixante-dix communes comportaient plus de vingt commerces d'équipement de la personne, en 1998, il n'y en a plus que 39 qui en comportent. Il y a une disparition des places centrales commerciales, pour des bourgs ruraux, des centres secondaires de banlieue et des cités minières. Pour 2010, 655 communes de la région ne comportent pas de commerce de proximité, contre 668 en 1998 soit 43 %, mais 28 % des communes en 1988.
Par contre, les marchés sont toujours fréquentés, restant attractifs par leur côté traditionnel.
À Arras, François de Cloquemants, président d'Arras commerce et cœur de ville, pense que la grande distribution et le commerce de proximité sont complémentaires, du fait que les gens ne vont pas à l'hypermarché tous les jours et que les terrasses du centre-ville sont plus accueillantes que celles du centre commercial. Il est rejoint dans cette idée par François Desbottes, président de l'union commerciale des Boutiques du Faubourg, qui souligne que « Le monde attire le monde. L'hyper sera une locomotive ». C'est sûrement dans cette optique qu'à Béthune, le centre commercial Auchan a été agrandi, ce qui n'a pas fait l'unanimité dans la population.
À l'inverse à Tourcoing avec l'ouverture du Auchan City, même le dimanche, les commerçants de la ville ont signé un accord pour relancer une dynamique à l'intérieur de la commune. La locomotive de cet accord sera justement Auchan City. Aulnoye-Aymeries veut faire une démarche similaire en implantant un E.Leclerc dans le centre-ville pour éviter que les habitants ne se retrouvent au centre commercial de Louvroil.
Avec l'arrivée et l'agrandissement des centres commerciaux dans la région, les petits commerçants de centre-ville ou de quartier n'arrivent pas à avoir les mêmes diminutions de prix que les grandes surfaces. Vu que certaines enseignes investissent de plus en plus les centres-villes, les épiceries les craignent. À Lille, les petits commerçants ont créé l'association RAS en 2011 pour se rassembler et contrer l'augmentation des centres commerciaux. En parallèle, fin 2010, sept directeurs de grand magasins de la même ville se sont réunis dans une association pour s'exprimer d'une seule voix auprès des institutions. En disant sans oublier les petits commerces, les directeurs des Galeries Lafayette, du Printemps, du Furet du Nord, de la Fnac, de Monoprix, du casino Barrière et Carrefour Euralille rappellent également que le commerce est « aussi l'un des pouvoirs d'attraction d'une ville ».